# Телевізійна премія «Вибір критиків» за найкращу жіночу роль другого плану в комедійному серіалі
Телевізійна премія «Вибір критиків» за найкращу жіночу роль другого плану в комедійному серіалі — одна з категорій нагороди, яка щорічно присуджуються в рамках премії «Вибір телевізійних критиків» (Critics' Choice Television Awards) для відзначення роботи телевізійних актрис.

## Переможці та номінанти

### 2010-ті
| Рік      | Акторка                | Телесеріал                | Роль                                  | Телемережа         |
| -------- | ---------------------- | ------------------------- | ------------------------------------- | ------------------ |
| 2011     | Бізі Філіпс            | Звабливі та вільні        | Лорі Келлер                           | ABC                |
| 2011     | Джулі Боуен            | Американська сімейка      | Клер Данфі                            | ABC                |
| 2011     | Джейн Краковськи       | 30 потрясінь              | Дженна Мароні                         | NBC                |
| 2011     | Джейн Лінч             | Хор                       | Сью Сильвестр                         | Fox                |
| 2011     | Іден Шер               | The Middle                | Сью Гек                               | ABC                |
| 2011     | Софія Вергара          | Американська сімейка      | Глорія Дельгадо-Прітчетт              | ABC                |
| 2012     | Джулі Боуен            | Американська сімейка      | Клер Данфі                            | ABC                |
| 2012     | Елісон Брі             | Спільнота                 | Енні Едісон                           | NBC                |
| 2012     | Шеріл Гайнс            | Передмістя                | Даллас Ройс                           | ABC                |
| 2012     | Ґілліан Джейкобс       | Спільнота                 | Брітта Перрі                          | NBC                |
| 2012     | Іден Шер               | The Middle                | Сью Гек                               | ABC                |
| 2012     | Кейсі Вілсон           | Щасливі кінці             | Пенні Гарц                            | ABC                |
| 2013     | Кейлі Куоко            | Теорія великого вибуху    | Пенні                                 | CBS                |
| 2013     | Іден Шер               | The Middle                | Сью Гек                               | ABC                |
| 2013     | Карлі Чайкін           | Передмістя                | Далія Ройс                            | ABC                |
| 2013     | Сара Гайленд           | Американська сімейка      | Гейлі Данфі                           | ABC                |
| 2013     | Мелісса Ройч           | Теорія великого вибуху    | Доктор Бернадетт Ростенковскі-Воловіц | CBS                |
| 2013     | Кейсі Вілсон           | Щасливі закінчення        | Пенні Гарц                            | ABC                |
| 2014     | Еллісон Дженні         | Мамця                     | Бонні Планкетт                        | CBS                |
| 2014     | Кейт Малгрю            | Помаранчевий — хіт сезону | Галина «Ред» Резніков                 | Netflix            |
| 2014     | Маїм Бялік             | Теорія великого вибуху    | Емі Фарра Фаулер                      | CBS                |
| 2014     | Лаверн Кокс            | Помаранчевий — хіт сезону | Софія Бурсет                          | Netflix            |
| 2014     | Кейлі Куоко            | Теорія великого вибуху    | Пенні                                 | CBS                |
| 2014     | Меррітт Вівер          | Медсестра Джекі           | Зої Барков                            | Showtime           |
| 2015     | Еллісон Дженні         | Мамця                     | Бонні Планкетт                        | CBS                |
| 2015     | Маїм Бялік             | Теорія великого вибуху    | Емі Фарра Фаулер                      | CBS                |
| 2015     | Керрі Браунстін        | Портландія                | різні ролі                            | IFC                |
| 2015     | Джудіт Лайт            | Очевидне                  | Шеллі Пфефферман                      | Amazon Prime Video |
| 2015     | Мелані Лінскі          | Єдність                   | Мішель Пірсон                         | HBO                |
| 2015     | Іден Шер               | The Middle                | Сью Гек                               | ABC                |
| 2016 (1) | Маїм Бялік             | Теорія великого вибуху    | Dr. Емі Фарра Фаулер                  | CBS                |
| 2016 (1) | Кетер Доног'ю          | Ти — найгірший            | Ліндсей Джилліан                      | FXX                |
| 2016 (1) | Еллісон Дженні         | Мамця                     | Бонні Планкетт                        | CBS                |
| 2016 (1) | Джудіт Лайт            | Очевидне                  | Шеллі Пфефферман                      | Amazon Prime Video |
| 2016 (1) | Нісі Неш               | Початок                   | Деніз «Діді» Ортлі                    | HBO                |
| 2016 (1) | Іден Шер               | The Middle                | Сью Гек                               | ABC                |
| 2016 (2) | Джейн Краковськи       | Незламна Кіммі Шмідт      | Жаклін Вайт                           | Netflix            |
| 2016 (2) | Джулі Боуен            | Американська сімейка      | Клер Данфі                            | ABC                |
| 2016 (2) | Анна Кламскі           | Veep                      | Емі Брукгаймер                        | HBO                |
| 2016 (2) | Еллісон Дженні         | Мамця                     | Бонні Планкетт                        | CBS                |
| 2016 (2) | Джудіт Лайт            | Очевидне                  | Шеллі Пфефферман                      | Amazon Prime Video |
| 2016 (2) | Еллісон Вільямс        | Дівчата                   | Марні Марі Майклз                     | HBO                |
| 2018     | Маїм Бялік             | Теорія великого вибуху    | Dr. Емі Фарра Фаулер                  | CBS                |
| 2018     | Алекс Борштейн         | Дивовижна місіс Мейзел    | Сьюзі Маєрсон                         | Amazon Prime Video |
| 2018     | Бетті Ґілпін           | Блиск                     | Деббі «Ліберті Белль» Іган            | Netflix            |
| 2018     | Дженіфер Льюїс         | Темніють                  | Рубі Джонсон                          | ABC                |
| 2018     | Алессандра Мастронарді | Майстер не на всі руки    | Франческа                             | Netflix            |
| 2018     | Ріта Морено            | Один день за одним        | Лідія Рівера                          | Netflix            |
| 2019     | Алекс Борштейн         | Дивовижна місіс Мейзел    | Сьюзі Маєрсон                         | Amazon Prime Video |
| 2019     | Бетті Ґілпін           | Блиск                     | Деббі «Ліберті Белль» Іган            | Netflix            |
| 2019     | Лорі Меткалф           | Коннери                   | Джекі Гарріс                          | ABC                |
| 2019     | Ріта Морено            | Один день за одним        | Лідія Рівера                          |                    |
| 2019     | Зої Перрі              | Юний Шелдон               | Мері Купер                            | CBS                |
| 2019     | Енні Поттс             | Юний Шелдон               | Констанс «Конні» Такер                | CBS                |
| 2019     | Міріам Шор             | Юна                       | Діана Траут                           | TV Land            |

### 2020-ті
| Рік  | Акторка           | Телесеріал                        | Роль                                     | Телемережа         |
| ---- | ----------------- | --------------------------------- | ---------------------------------------- | ------------------ |
| 2020 | Алекс Борштейн    | Дивовижна місіс Мейзел            | Сьюзі Маєрсон                            | Amazon Prime Video |
| 2020 | Д'Арсі Карден     | У кращому світі                   | Джанет                                   | NBC                |
| 2020 | Сіан Кліффорд     | Погань                            | Клер                                     | Amazon Prime Video |
| 2020 | Бетті Ґілпін      | Блиск                             | Деббі «Ліберті Белль» Іган               | Netflix            |
| 2020 | Ріта Морено       | Один день за одним                | Лідія Рівера                             | Netflix            |
| 2020 | Енні Мерфі        | Шиттс-Крік                        | Алексіс Роуз                             | Pop                |
| 2020 | Моллі Шеннон      | Інші двоє                         | Пет Дубек                                | Comedy Central     |
| 2021 | Ганна Ваддінгем   | Тед Лассо                         | Ребекка Велтон                           | Apple TV+          |
| 2021 | Лесі Горансон     | Коннери                           | Беккі Коннер                             | ABC                |
| 2021 | Ріта Морено       | Один день за одним                | Лідія Рівера                             | Pop                |
| 2021 | Ешлі Парк         | Емілі в Парижі                    | Мінді Чен                                | Netflix            |
| 2021 | Енні Мерфі        | Шиттс-Крік                        | Алексіс Роуз                             | Pop                |
| 2021 | Джеймі Преслі     | Мамця                             | Джилл Кендалл                            | CBS                |
| 2022 | Ганна Ваддінгем   | Тед Лассо                         | Ребекка Велтон                           | Apple TV+          |
| 2022 | Крістін Ченовет   | Schmigadoon!                      | Мілдред Лейтон                           | Apple TV+          |
| 2022 | Ганна Айнбіндер   | Хитрощі                           | Ава Деніелс                              | HBO Max            |
| 2022 | Моллі Шеннон      | Інші двоє                         | Пет Дубек                                | HBO Max            |
| 2022 | Сесілі Стронг     | Суботнього вечора в прямому ефірі | Різні персонажі                          | NBC                |
| 2022 | Джозі Тота        | Врятовані дзвоном                 | Лексі Хаддад-ДеФабріціо                  | Peacock            |
| 2023 | Шеріл Лі Ральф    | Початкова школа «Ебботт»          | Барбара Говард                           | ABC                |
| 2023 | Пауліна Алексіс   | Пси резервації                    | Вільгельміна «Віллі Джек» Жаклін Семпсон | FX                 |
| 2023 | Айо Едебірі       | Ведмідь                           | Сідні Адаму                              | FX                 |
| 2023 | Марсія Ґей Гарден | Незчеплений                       | Клер Льюїс                               | Netflix            |
| 2023 | Джанель Джеймс    | Початкова школа «Ебботт»          | Ава Коулман                              | ABC                |
| 2023 | Енні Поттс        | Юний Шелдон                       | Констанс «Конні» Такер                   | CBS                |
| 2024 | Меріл Стріп       | Убивства в одній будівлі          | Лоретта Дуркін                           | Hulu               |
| 2024 | Пауліна Алексіс   | Пси резервації                    | Вільгельміна «Віллі Джек» Жаклін Семпсон | FX                 |
| 2024 | Алекс Борштейн    | Чудова місіс Мейзел               | Сьюзі Маєрсон                            | Amazon Prime Video |
| 2024 | Джанель Джеймс    | Початкова школа «Ебботт»          | Ава Коулман                              | ABC                |
| 2024 | Шеріл Лі Ральф    | Початкова школа «Ебботт»          | Барбара Говард                           | ABC                |
| 2024 | Джессіка Вільямс  | Правдива терапія                  | Габі                                     | Apple TV+          |